# Élisabeth Roudinesco
Élisabeth Roudinesco (París, 10 de septiembre de 1944) es una historiadora y psicoanalista francesa.

## Biografía
Estudió en el Collège Sévigné, de París. Cursó estudios superiores en la Sorbona, licenciándose en Lengua y Literatura. Posteriormente, realizó un máster, que fue supervisado por Tzvetan Todorov y su tesis doctoral, titulada Inscription du désir et roman du sujet, por Jean Levaillant en la Universidad de París VIII-Vincennes, 1975.
Hija del médico francés de origen rumano Alexandru Roudinescu, republicano, laico y asimilado, y de Jenny Aubry (1903-1987), nacida con el apellido Weiss, pediatra y psicoanalista francesa de origen judío alemán, de la alta burguesía y convertida al protestantismo. La hermana de su madre Jenny Weiss, es su tía la feminista Louise Weiss.
Al mismo tiempo, tomó cursos de Michel de Certeau, Gilles Deleuze y Michel Foucault.
Luego, obtuvo su habilitación para dirigir investigaciones (H.D.R.), necesaria para supervisar y dirigir tesis doctorales en 1991 con Michel Perrot como supervisor, y eran miembros del jurado: Alain Corbin, Dominique Lecourt, Jean Claude Passeron, Robert Castel y Serge Leclair. Este trabajo se publicó bajo el título Généalogies.
De 1969 a 1981 fue miembro de la Escuela Freudiana de París, fundada por Jacques Lacan, formándose allí como psicoanalista.
Asimismo, fue miembro del consejo de redacción de Revue Poétique, de 1969 a 1979. Colaboró con Libération, de 1986 a 1996, y desde 1996 con Le Monde.
Es investigadora independiente invitada en la Universidad de París VII Denis Diderot.

## Cargos académicos
- Investigadora invitada en el equipo laboratoire ICT (Identités, Cultures, Territoires) de la Universidad de París VII Denis Diderot.[5]
- Ha sido directora de tesis doctorales en Economies, espaces, sociétés, civilisation, pensée critique, politique et pratiques sociales de la Universidad de París VII Denis Diderot, desde 1991[6]
- Conferenciante a tiempo parcial en École pratique des hautes études, de 2001 a 2007
- Conferenciante a tiempo parcial en la École des Hautes Études en Sciences Sociales, de 1992 a 1996
- Presidenta de Société Internationale d´Histoire de la Psychiatrie et de la Psychanalyse
- Miembro del consejo asesor de la redacción de L´Homme (1997-2002), de History of Psychiatry (desde 2003) y de Cliniques Méditerranéenné (desde 2000)
- Miembro de la Sociedad Francesa de Historia de la Medicina
- Profesora Visitante de la Universidad de Middlesex, desde 2006.

## Posicionamientos políticos
Desde 1997 se ha manifestado públicamente en diversos debates sociales. Así, se ha mostrado partidaria de la adopción de hijos por parejas de homosexuales y opuesta, en cambio, a acciones positivas. Ha criticado duramente los informes del INSERM sobre psicoterapias. Es una de las primeras firmantes del manifiesto Pas de Zéro Conduit, opuesto a la detección sistemática de la delincuencia en niños menores de tres años.

## Obras
En español
- Diccionario de Psicoanálisis, coescrito con Michel Plon, 1998, Ediciones Paidós, Buenos Aires.
- Pensar la locura, Ensayos sobre Michel Foucault, con J. Postel y G. Canguilhem, 1999, Paidós, Buenos Aires.
- La batalla de cien años. Historia del psicoanálisis en Francia. Editorial Fundamentos.

1. Volumen I: 1885-1939, 2000.
2. Volumen II: 1925-1985, 2012.
3. Volumen III: 1925-1985, 1993.

- ¿Por qué el psicoanálisis?, 2000, Paidós, Buenos Aires.
- La familia en desorden, 2003, Fondo de cultura económica, México D. F.
- El paciente, el terapeuta y el estado, 2005, Siglo XXI.
- Filósofos de la tormenta, 2007, Fondo de cultura económica.
- Nuestro lado oscuro. Una historia de los perversos, 2008, Anagrama, Barcelona.
- Y mañana, qué..., 2010, Fondo de cultura económica.
- ¿Por qué tanto odio, 2011, Libros del Zorzal.
- A vueltas con la cuestión judía, 2011, Colección Argumentos, Anagrama, Barcelona.
- Lacan, frente y contra todo, Fondo de Cultura Económica, Buenos Aires, 2012.
- Freud, en su tiempo y en el nuestro, 2015, editorial Debate, Madrid.
- El inconsciente explicado a mi nieto, 2017, Cyan Proyectos Editoriales.
- Diccionario amoroso del psicoanálisis, 2019, Editorial Debate.
- Jacques Lacan. Esbozo de una vida, historia de un sistema de pensamiento, 2021, Editorial Anagrama.

En francés
- Initiation à la linguistique générale (París, 1967)
- Un Discours au réel: théorie de l´inconscient et ses lettres (Tours, 1973)
- L´Inconscient et ses lettres (Tours, 1975)
- Pour une politique de la psychanalyse (París, 1977)
- La Psychanalyse mère et chienne (París, 1979)
- Théroigne de Méricourt: une femme mélancolique sous la Révolution (París, 1989)
- Jacques Lacan. Esquisse d´une vie, histoire d´un système de pensée (París, 1993)
- Histoire de la psychanalyse en France (París, 1994)
- Généalogies (París, 1994)
- Dictionaire de la psychanalyse, con Michel Plon (París, 1997)
- Pourquoi la psychanalyse? (París, 1999)
- Au-delà du conscient: histoire illustrée de la psychiatrie et de la psychanalyse, con JP Bourgeron y P. Morel (París, 2000)
- L´Analyse, l´archive (París, 2001)
- La Famille en desordre (París, 2002)
- Le Patient, le thérapeute et l´État (París, 2004)
- Philosophes dans la tourment (París, 2005)
- La part obscure de nous-mêmes (París, 2007)
- Retour sur la question juive (Albin Michel, París, 2009)
- Mais pourquoi tant de haine? L'affabulation d'Onfray, Paris: Seuil 2010; Viena: Turia + Kant 2011 ISBN 978-3-85132-640-6
- Lacan, envers et contre tout. Éditions du Seuil, Paris 2011.
- Sigmund Freud en son temps et dans le nôtre, Paris, Seuil, 2014, ISBN 978-2-02-118379-5 — Prix Décembre 2014 et Prix des prix littéraires 2014.
- Dictionnaire amoureux de la psychanalyse, Plon, 2017

### En colaboración o reeditados por Roudinesco
- Penser la folie, Essais sur Michel Foucault, Collectif et Société internationale d'histoire de la psychiatrie et de la psychanalyse. Colloque : 1991 : Grand Amphithéâtre de Sainte-Anne, Galilée, Débats, 9 de septiembre de 1992
- Médecines de l'âme. Essais d'histoire de la folie et des guérisons psychiques (textos reunidos por Henri F. Ellenberger, Paris : Fayard (col. Histoire de la pensée), 4 de octubre de 1995
- Dictionnaire de la psychanalyse, avec Michel Plon, Paris : Fayard, 1997 (reeditado en 2000 y 2006)
- Actualité de Georges Canguilhem, Société internationale d'histoire de la psychiatrie et de la psychanalyse. 10º Colloque 1993, Paris, Georges Canguilhem, François Bing, Jean-Francois Braustein, Élisabeth Roudinesco, Les empêcheurs de tourner en rond, 24 de noviembre de 1998
- Psychothérapie d'un indien des plaines. Réalité et rêve, (Georges Devereux), Paris : Fayard (col. Histoire de la pensée), 18 de marzo de 2000
- Au-delà du conscient. Histoire illustrée de la psychiatrie et de la psychanalyse (Pierre Morel, Jean-Pierre Bourgeron, Élisabeth Roudinesco), Paris : Hazan, 12 de septiembre de 2000
- Le Psychologue surpris, (Theodor Reik, reeditó Élisabeth Roudinesco), Paris : Denoël (col. « Espace analytique ») mayo de 2001
- De quoi demain… Dialogue, (Jacques Derrida et Élisabeth Roudinesco), Paris : Fayard, septiembre de 2001
- Histoire de la découverte de l'inconscient, Henri F. Ellenberger, Paris : Fayard, julio de 2002
- Psychanalyse des enfants séparés : Études cliniques, 1952-1986, de Jenny Aubry, Élisabeth Roudinesco (prefacio) Denoel, l'espace analytique, octubre de 2003
- Pour une éthique commune : Médecine, psychiatrie et psychanalyse, de Edouard Azouri, Sélim Abou, Élisabeth Roudinesco, Chawki Azouri, Collectif, Campagne Première, colloque de l'université Saint-Joseph, Beyrouth, octubre de 2003
- Notre cœur tend vers le Sud : Correspondance de voyage 1895-1923, de Sigmund Freud, Élisabeth Roudinesco (prefacio) Jean-Claude Capèle (traducción), Fayard, Histoire de la Pensée, marzo de 2005
- Pourquoi tant de haine ? : Anatomie du « Livre noir de la psychanalyse », Élisabeth Roudinesco, Jean-Pierre Sueur, Roland Gori, Pierre Delion, Jack Ralite. Navarin Éditeur, Paris, octubre de 2005
- Entrada « Psychoanalysis » in Lawrence D. Kriztman dir. The Columbia History of Twentieth-Century French Thought, Columbia University Press, New-York, enero de 2006

### Principales artículos
- « Cogito et science du réel », in L’Arc, 58, 1974
- « Brecht avec Freud », in L’Herne, 1, 1979
- « Documents concernant l’histoire de la psychanalyse en France durant l’Occupation », in Cahiers Confrontation, 16, 1986. Traducido al alemán, Psyche, 12, diciembre de 1988
- « Antisémitisme et contre-Révolution (1886-1944) » con Henry Rousso, in L’Infini, 27, 1989
- « Sartre, lecteur de Freud », in Les Temps modernes, 531-533, diciembre de 1990. Traducido al alemán, Riss, 12, 39-40, sept/oct 1997. Reimpreso en Philosophes dans la tourmente
- « Lucien Febvre à la rencontre de Jacques Lacan, Paris, 1937 » con Peter Schöttler, in Genèses, 13, otoño 1993
- « Réponse à Michel Schneider », Les Temps modernes, 572, 1994
- « Georges Mauco (1899-1988) : un psychanalyste au service de Vichy. De l’antisémitisme à la psychopédagogie », in L’Infini, 51, otoño 1995
- « Bataille, entre Freud et Lacan: une expérience cachée », in Georges Bataille après tout, Denis Hollier dir. Belin, Paris, 1995, p. 191-212
- « Psychanalyse fin de siècle. La situation française : perspectives cliniques et institutionnelles », International Psychoanalysis 6 (1) The Newsletter of IPA, versión francesa e inglesa, 1997. Tradujo al portugués, O Olho da Historia 1 (5) Salvador de Bahía, 1998
- « Carl Gustav Jung, De l’archétype au nazisme. dérives d’une psychologie de la différence », L’Infini, 63, otoño 1998
- « Les premières femmes psychanalystes », Mil neuf cent. Revue d’histoire intellectuelle, 16, 1998. Reimpreso en Topique, 71, 2000
- « Souffrance psychique, rêve, nouveaux enjeux de la modernité », Parallax, enero de 2000
- « Claude Lévi-Strauss et la psychanalyse : de près et de loin », Critique, 620-621, enero-febrero de 1999
- « Psychanalyse profane et analyse laïque. Variations sur un thème », in Essaim, 4, 1999
- « Freud et le régicide. Éléments d’une réflexion », in Revue germanique internationale, 14, 2000
- « Écrire d’amour : hommage à Action poétique », in Forme & mesure. Cercle Polivanov : pour Jacques Roubaud/Mélanges, Mezura 49, Inalco, publicaciones de Langues’O, Paris, 2001
- « Désir de révolution », Lignes, febrero de 2001
- « La liste de Lacan. Inventaire de choses disparues », Revue de la BNF, 14, 2003. Reimpreso en Éric Marty (col.) Lacan et la littérature, Paris, Manucius, (Le marteau sans maître), 2005
- « La psychanalyse et le Club de l’Horloge : chronique d’un antisémitisme masqué », Les Temps Modernes, junio de 2004
- « À propos d’une lettre inédite de Freud sur le sionisme et la question des lieux saints », Cliniques méditerranéennes, 70, 2004
- « Désir d’un au-delà du moi », La Règle du jeu, 30, enero de 2006

### Filmes
- Sigmund Freud. L’invention de la psychanalyse, con Élisabeth Kapnist, 1997. Primer documental mundial. Hecho de archivos inéditos y con la participación de académicos de varios países: Peter Gay, Yosef Hayim Yerushalmi (EE. UU.) Riccardo Steiner (Gran Bretaña) Regine Lockot (Alemania), Jean Clair (Francia). 110 min France 3 / ARTE
- Chercheurs de notre temps : Élisabeth Roudinesco, entrevista de una hora con Elizabeth Roudinesco diseñada por Dominique Bollinger, dirigida por Philippe Miquel, produjo el Centre de documentation pédagogique, 1999
- Jacques Lacan, la psychanalyse réinventée, documental de una hora para la película de televisión (ARTE), escrito en colaboración con Elisabeth Roudinesco Élisabeth Kapnist, realizó Élisabeth Kapnist, produjo INA.